# 鹽田梓

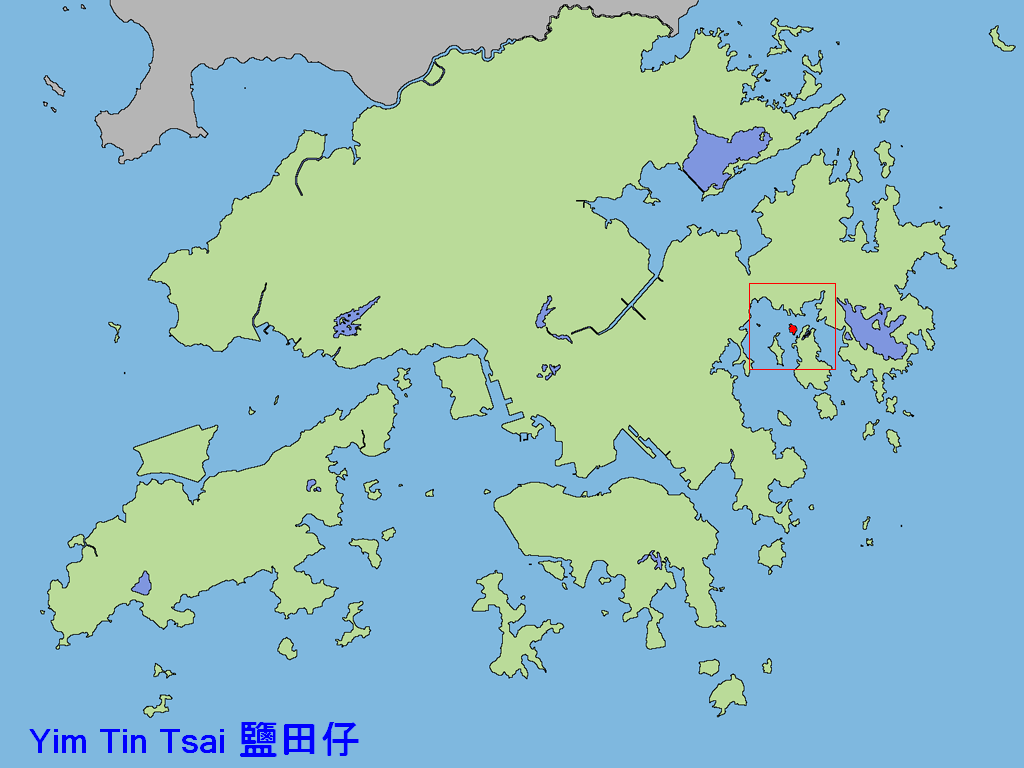
鹽田梓在香港的位置（紅色地方者）

鹽田梓（英語：Yim Tin Tze），亦作鹽田仔（英語：Yim Tin Tsai），是位於香港新界西貢海的島嶼，島上有鹽田梓村（英語：Yim Tin Tze Village，官方記錄名稱爲鹽田仔村），居民主要姓陳。由於鹽田梓村全村村民均信奉天主教，因而有「教友村」之稱，也被喻為天主教在香港的發源地之一。鹽田梓原為漁村，島上設有鹽田，而居民從事曬鹽工作為主；自1998年起，全島已經沒有人居住。
鹽田仔的名稱由來主要有兩個說法：一、島上設有鹽田，而島上的村民昔日以曬鹽為生，因而得名；二、陳孟德夫婦從鹽田村遷至該小島時，稱為「鹽田梓」；「梓」指鄉里，有不忘故鄉之意。及後鄰近村民把客家話的「梓」字聽錯為廣東話的「仔」字，因而又稱為「鹽田仔」。

## 地理
鹽田梓面積少於1平方公里，距離西貢市約3公里。島嶼位於香港西貢區西貢海，在滘西洲北面，建有一條玉帶橋與滘西洲相連。在鹽田仔的海岸則有一些紅樹林。

## 歷史
約於1700年代，居住在廣東省深圳觀瀾的陳孟德夫婦遷居至沙頭角東北寶安縣的鹽田村，然後由鹽田遷移至該地設田曬鹽為生，因而被移為「鹽田仔」，當時全村約有500人，全盛時期有1200多人居住。
1841年，教宗額我略十六世委派傳教士到香港傳教，部分傳教士在鹽田仔傳教，因而成為天主教在香港的主要發源地之一。1866年，陳氏家族有30人領受聖洗加入天主教外，並捐出土地予天主教以作興建小教堂及學校，同時也以聖若瑟作為鹽田梓的主保聖人；鹽田梓全島居民於1875年全部領受聖洗，因而有「教友村」稱號。鹽田梓聖若瑟堂於1890年興建及其落成除了取代小教堂外，也成為鹽田梓的地標。
1990年代，鹽田梓最後一戶遷離；鹽田梓被荒廢近10年後的2004年開始有人復修鹽田梓及聖若瑟堂，兩年後，更有曾居於鹽田梓的村民重返鹽田梓居住；現時，大多鹽田梓的村民已全部搬出鹽田梓，遷居外國或香港市區謀生；但居於歐洲、美洲等地的原村民均因同共先祖及信仰而借聖若瑟勞工主保瞻禮而聚首鹽田梓。
2010年5月16日，原籍鹽田梓的天主教香港教區陳志明副主教和香港發展局局長林鄭月娥把有關鹽田梓歷史和傳教史的書籍、有關「文化遺產保護優良獎」參展作品、天主教教區手冊等資料放進聖福若瑟像及聖母像下的時間囊內，以慶祝聖若瑟堂建堂120週年。
2013年3月17日，荒廢百多年的鹽田梓村鹽田正式進行復修工程，已經於同年九月完成，完工後預計可以接待約三百名遊客。
2014年1月，在香港政府決定將原來開放營辦私營大學的粉嶺皇后山軍營舊址土地興建公屋後，天主教修會耶穌會考慮在鹽田仔建立私立大學，計劃開設人文科學、自然科學、社會科學及數學等科目，首年收生300至500人，在2016年開學，惟至2015年耶穌會宣佈擱置在香港建立私營大學的計劃。
2019年，旅遊事務署舉辦為期3年的「鹽田梓藝術節」，由文化葫蘆策展。

## 島內設施

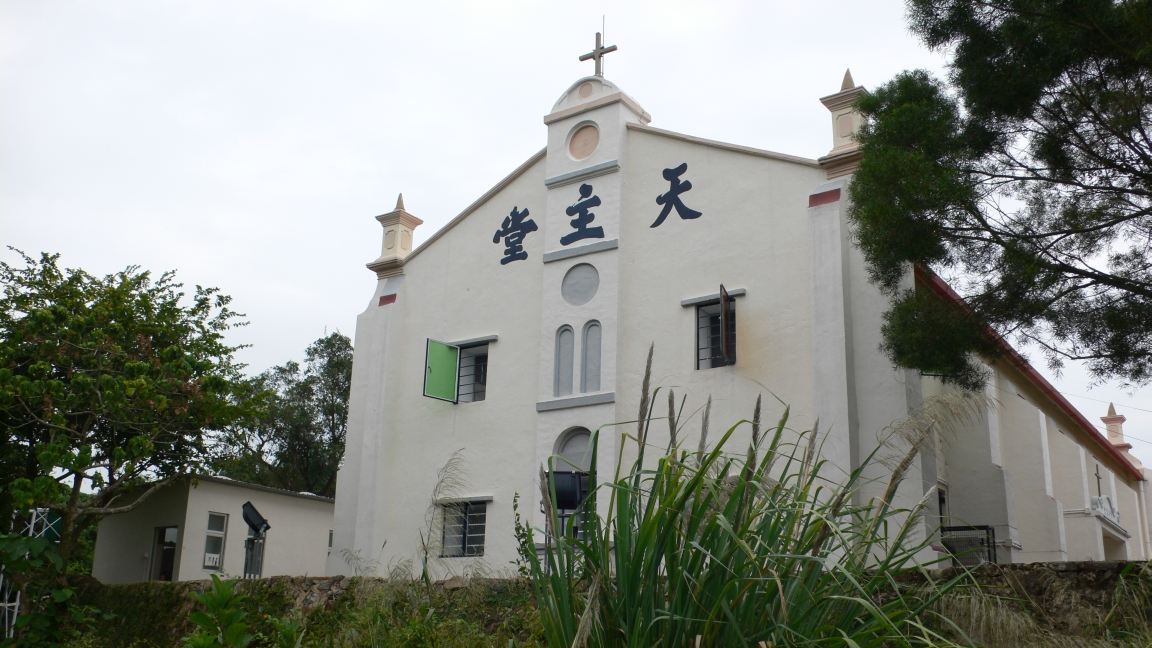
聖若瑟小堂

- 聖若瑟主教座堂：聖若瑟小堂由奧地利聖言會會士聖福若瑟於傳教時興建，於1879年升格為主教座堂，是鹽田梓的地標。聖若瑟主教座堂於1840年祝聖，並分別於1948年、1962年及2004年進行修復工程；[16]而2004年的修復工程獲200萬港元捐助復修工程，2006年獲「聯合國教科文組織（亞太地區）文化遺產保護獎」，[9]也是古物古蹟辦事處也把它評為三級歷史建築。

- 澄波書院；位於聖若瑟主教座堂之側，是為鹽田梓村內唯一一所學校；學院建於1846年，辦學至1997年。澄波書院的一個校舍現時被改建為鹽田梓村文物陳列室，展出農業、工業、日常生活及課室四個部分；而另一個校舍則成為天主教傳教歷史展覽室[9]。

- 露綺莎渡假營（英語：Louisa Landale Campsite）；位於鹽田梓250地段139號，現為香港女童軍總會的野外活動營地設施，設有燒烤場等設施。[17]

- 鄉誼茶座：位於鹽田梓碼頭附近，售賣茶粿等各種小吃。其中以斑蘭葉西米糕，和四色茶粿、包括艾草茶粿、紫薯紅豆茶粿、斑蘭茶粿及雞屎藤。

- 西貢海藝術節藝術品：自2019年起，旅遊事務署舉辦了為期三年的鹽田梓藝術節，以當地宗教及文化為主題在島內設置各種藝術品。由2022年起，此藝術節改名為《西貢海藝術節》。[18]

## 交通
- 於西貢公眾碼頭乘坐街渡[5]

## 區議會議席分佈
鹽田梓人口不多，所以往往加入其他地方而組合為西貢離島選區，選出一名區議員。
| 年度/範圍  | 2000-2003    | 2004-2007    | 2008-2011    | 2012-2015    | 2016-2019    | 2020-2023    |
| ---------- | ------------ | ------------ | ------------ | ------------ | ------------ | ------------ |
| 鹽田梓全島 | 西貢離島選區 | 西貢離島選區 | 西貢離島選區 | 西貢離島選區 | 西貢離島選區 | 西貢離島選區 |

## 名人
- 陳志明：天主教香港教區副主教[10]
- 陳展熙：英國華裔演員[19]

## 外部連結
- （繁體中文） 鹽田梓村官方網頁（页面存档备份，存于）
- （繁體中文） 吾土吾情：歸鹽田居（页面存档备份，存于）
- （繁體中文） 《滄海桑田》（页面存档备份，存于）
- （繁體中文） 西貢東西遊 - 鹽田仔村及古老教堂
- （繁體中文） 漫遊鹽田仔（页面存档备份，存于）